# Bărbălăi
Bărbălăi – wieś w Rumunii, w okręgu Aluta, w gminie Tătulești. W 2011 roku liczyła 143 mieszkańców. 